# Відкритий текст
Відкритий текст (англ. Plain text) — у криптографії вихідний текст, що підлягає шифруванню, або такий, що вийшов у результаті розшифровки шифротексту. Може бути прочитаний без додаткової обробки (без розшифровки).
Відкритий текст часто є текстом, що записаний на одній з природних мов. Для зменшення надмірності, властивої природним (людським) мовам, і збільшення продуктивності шифрування (менший текст шифрується швидше) (з використанням сучасної обчислювальної техніки), перед шифруванням текст стискають.
Інформація, збережена в нетекстовому вигляді (зображення, звук, відео), теж називається відкритим текстом. Головне, щоб для використання цієї інформації не було потрібно виконувати розшифровку (дешифрування).
Приклади відкритого тексту:
- «Аліса пише Бобу».
- «12 грн. 75к.».